# 1277 Dolores
Dolores (asteróide 1277) é um asteróide da cintura principal com um diâmetro de 27,64 quilómetros, a 2,0538802 UA. Possui uma excentricidade de 0,239092 e um período orbital de 1 619,79 dias (4,44 anos).
Dolores tem uma velocidade orbital média de 18,12889179 km/s e uma inclinação de 6,9664º.
Esse asteróide foi descoberto em 18 de Abril de 1933 por Grigory Neujmin.